# Аннабет Чейз
Аннабет Чейз (англ. Annabeth Chase) — героиня фэнтезийного цикла Рика Риордана «Перси Джексон и Олимпийцы», посвящённого древнегреческой мифологии. Также она является одной из главных героев сиквела серии, «Герои Олимпа», упоминается в цикле «Испытания Аполлона» и фигурирует в спин-оффе «Магнус Чейз и боги Асгарда». Принимает участие в сборнике «Полубоги и маги», кроссовере с циклом «Наследники богов», что делает её вторым персонажем, наряду с Перси Джексоном, появившемся во всех сериях книг за авторством Риордана.
Аннабет — полубог, дочь Афины богини мудрости и боевой стратегии, и смертного профессора военной истории Фредерика Чейза. На протяжении всей серии она и Перси Джексон постепенно становятся близкими друзьями, несмотря на историческое соперничество между их родителями, Афиной и Посейдоном. Впоследствии, их дружба перетекает в романтические отношения и они становятся парой.
В серии фильмов от 20th Century Fox роль Аннабет Чейз исполнила Александра Даддарио, а в мюзикле «Похититель молний» — Кристин Стокс.

## Создание и концепция
По словам Рика Риордана, автора книг о Перси Джексоне, он присвоил героине имя «Аннабет» без привязки к конкретной исторической или знакомой ему личности: «Я никогда не знал никого по имени Аннабет, хотя в дальнейшем мне встречались поклонники серии с этим именем». Прототипом Аннабет послужила Аталанта — греческая героиня, также известная как «воительница-блондинка со свирепым взглядом». Риордан отметил, что главные герои, в том числе Аннабет Чейз, вобрали в себя качества множества детей, которых он обучал до начала своей писательской карьеры, акцентируя внимание на таких вещах, как «чувство юмора, смущение и разочарование, энтузиазм и причудливость».

## Роль в книгах
Отец Аннабет, Фредерик Чейз, познакомился с Афиной, богиней мудрости и военной стратегии, когда изучал историю в Гарварде. Она влюбилась в него и помогала в проведении исследований. Аннабет родилась 12 июля 1993 года, однако появилась на свет как результат «мыслительной деятельности» Афины, подобно другим детям богини, поскольку та, наряду с Артемидой, была Клятвенной девственницей. Первоначально, Фредерик попросил Афину заняться её воспитанием на Олимпе, но та отказалась, так как дети должны были жить со своими смертными родителями. Всё своё детство Аннабет подвергалась нападению со стороны монстров, а после того, как её отец женился у него появились другие дети, она сбежала из дома, когда ей было 7 лет, считая, что вся её семья ненавидит её. Некоторое время спустя, она встретила Луку Кастеллана и Талию Грейс, ставших её новой семьёй. Впоследствии, их нашёл сатир Гроувер Ундервуд, вместе с которым они направились в Лагерь Полукровок. Достигнув ворот, они были атакованы адскими гончими, и Талии пришлось пожертвовать собой, чтобы её друзья смогли спастись. Зевс сжалился над дочерью и превратил её в сосну, которая возвела барьер вокруг Лагеря. В возрасте 10 лет она получила «Великое пророчество», в соответствии с которым ей было предсказано отправиться в поиск с потомком большой тройки (Зевс, Посейдон и Аид).
В первой книге цикла Перси Джексон и Олимпийцы, «Похититель молний», Аннабет выхаживает раненого Перси Джексона, неопознанного полубога, очутившегося в Лагере Полукровок. Она наставляет его в течение его пребывания в Лагере, и, когда выясняется, что тот является сыном Посейдона, отправляется вместе с ним в поиск по возвращении молний Зевса, дабы предотвратить войну между богами. Компанию им составляет Гроувер. По мере развития сюжета, Аннабет смягчается по отношению к Перси и между ними завязывается крепкая дружба. По возвращении молний выясняется, что за их похищением стоял Лука, вставший на сторону Кроноса, что сильно огорчает Аннабет.
В «Море чудовищ», Аннабет, Перси и его сводный брат Тайсон отправляются на спасение Гроувера. Поначалу, Аннабет испытывает ненависть к Тайсону, являющемуся циклопом, из-за трагичного случая, произошедшего с ней в детстве, однако впоследствии проникается к нему симпатией. Найдя Гроувера и заполучив золотое руно, хранившейся у циклопа Полифема, они возвращаются в Лагерь и исцеляют дерево Талии, отравленное Лукой, однако магия оказывается такой могущественной, что Талия возвращается в прежнее состояние.
В «Проклятии титана», во время миссии по спасению полукровок Нико и Бьянки ди Анджело, Аннабет похищает мантикора. Девушка попадает в плен к Луке и тот, движимый волей Кроноса, вынуждает её держать небо вместо титана Атласа. В дальнейшем её спасают Перси и его спутники.
В четвёртой книге, «Лабиринт смерти», полукровки готовятся к грядущей войне с титанами. Отношения Аннабет и Перси осложняются появлением смертной Рэйчел Элизабет Дэр и между ними образуется любовный треугольник. В конце книги она получает ноутбук Дедала, опережающего современные технологии на несколько десятилетий вперёд.
В заключительной части цикла, «Последнее пророчество», Аннабет участвует в битве за Манхэттон, оберегая местоположение нового Олимпа, наряду с другими полукровками. Вместе с Перси она останавливает Кроноса, которого добивает Лука, оказавшийся героем из пророчества, однако ценой собственной жизни. За свою отвагу Аннабет назначается главным архитектором Олимпа. Она и Перси наконец осознают чувства друг к другу в полной мере и становятся парой, надеясь «возвести что-то постоянное в будущем».
Во время презентации первой книги цикла Герои Олимпа «Пропавший герой», Риордан подтвердил возвращение Аннабет Чейз. По сюжету, некоторое время спустя после событий «Последнего пророчества», Перси бесследно исчез из Лагеря Полукровок. Аннабет получает видение, согласно которому ей предстоит найти парня в одном ботинке. Прибыв на место, она обнаруживает трёх неопознанных полукровок: Джейсона Грейса, Пайпер МакЛин и Лео Вальдеса, не скрывая своего разочарования. Когда троица получает задание спасти Геру из рук гиганта Порфириона, она отказывается отправиться с ним, так как не является частью пророчества, и, ко всему прочему, ненавидит Геру. В конце книги выясняется, что лишившийся памяти Джейсон был «направлен по обмену» в Лагерь Полукровок, тогда как в Лагерь Юпитера, римский аналог Лагеря Полукровок, попал страдающий от амнезии Перси.
Несмотря на отсутствие Аннабет в книге «Сын Нептуна», она неоднократно упоминается Перси, выступая в качестве единственного сохранившегося воспоминания о его прошлой жизни.
Аннабет является главной героиней третьей книги цикла «Метка Афины». Аннабет пребывает в Лагерь Юпитера на триреме Арго II, сконструированной Лео Вальдесом, наряду с его друзьями Джейсоном и Пайпер. Там она наконец воссоединяется с Перси. Когда Гея берёт под контроль Лео Вальдеса, тот против своей воли сеет хаос в пределах Лагеря, из-за чего греческим полукровкам, Джейсону, Хейзел Левеск и Фрэнку Чжану приходится спасаться бегством. Таким образом, на борту корабля собираются все полукровки из «Пророчества Семи», ранее предсказанного Рейчел. Чтобы одолеть Гею, мать титанов, молодые люди решают помирить греков и римлян. Аннабет приходит к выводу, что единственный способ заключается в нахождении Афины Парфенос, давно пропавшей статуи её матери. Она становится первым потомком Афины, которому удаётся найти статую, однако, после столкновения со злейшим врагом её рода — паучихой Арахной, Аннабет падает падает в Тартар вместе с Перси, отказавшимся снова потерять её.
В четвёртой книге цикла, «Дом Аида», Аннабет и Перси отчаянно пытаются найти выход из Тартара, ради чего направляются к Вратам Смерти. Она теряет зрение, из-за того, что в «Море чудовищ» обманула Полифема, надев шапку-невидимку и назвавшись «никем», за что и была проклята. Ещё одно проклятие исходило от Калипсо, которая чувствовала себя одинокой, когда Перси покинул Огигию. Впоследствии зрение возвращается, а компанию героям составляют титан Боб (потерявший память Иапет), котёнок-нежить малыш Боб, а затем и Дамасен. Также им приходится заручиться поддержкой Ахлис, богини страданий, и Никс, богини ночи. Достигнув места назначения, Перси и Аннабет в последний момент открывают Врата, спасаясь от смерти благодаря самопожертвованию их союзников титанов, которые задерживают принявшего физическое обличье Тартара.
В заключительной части, «Кровь Олимпа», Аннабет и Перси не принимают активного участия в повествовании, так как, по словам Риордана, «Дом Аида» был их личной книгой, поэтому он решил не писать главы от их лица. По сюжету, Аннабет сопровождает Пайпер и Джейсона о дворец Одиссея, где происходит собрание злых духов. Во время битвы богов и гигантов в Афинах, Аннабет помогает своей матери убить гиганта Энкелада. После победы над Геей, Аннабет и Перси решают зажить нормальной жизни, намереваясь учиться в колледже и переехать в Новый Рим.
Аннабет стала главной героиней рассказа «Посох Сераписа», вышедшего 8 апреля 2014 года и являющегося частью издания «Метки Афины» в мягкой обложке и впоследствии вошедшего в сборник «Полубоги и маги» в 2016 году. По сюжету, Аннабет объединяет усилия с Сейди Кейн, героиней цикла Наследники богов, в их общей конфронтации с богом Сераписом. Наряду с Перси, она принимает участие в событиях «Короны Птолемея», заключительного рассказа сборника-кроссовера. В нём Аннабет, Перси, Сейди и её брат Картер противостоят магу Сетне.
В «Мече лета», первой книге цикла Магнус Чейз и боги Асаграда, Аннабет играет второстепенную роль. Вместе с отцом она отправляется в Бостон, в поисках своего кузена Магнуса Чейза. Когда до них доходят известия о его смерти, девушка присутствует на похоронах брата. Тем не менее, прибыв на место, она сталкивается с живым Магнусом, который, как оказалось, действительно погиб, но возродился в новом теле, став эйнхерием. Как выяснилось, Магнус является потомком скандинавского бога Фрея. После публикации книги, Риордан подтвердил, что Аннабет ещё появится в последующих продуктах цикла. В конце следующей книги цикла «Молот Тора» Магнус обращается к Аннабет за помощью и та решает познакомить его со своим парнем Перси Джексоном. В заключительной части трилогии «Корабль мертвецов» Аннабет наблюдает за тем, как Перси обучает Магнуса плаванию. Также она носит футболку факультета природоохранного дизайна Калифорнийского университета в Беркли, подразумевая, что она проходит там обучение.

## Личность
Как и её мать, Аннабет обладает высоким интеллектом, однако, несмотря на целеустремлённость и зрелость по сравнению со многими другими полубогами, Аннабет обладает хорошим чувством юмора и часто прибегает к сарказму. По мнению Перси, при встрече с другими людьми и существами Аннабет анализирует их, «как будто думает о лучшем способе победить их в бою». Она интересуется архитектурой и проводит свободное время за проектированием новых зданий или посещением национальных памятников. Аннабет с уважением относится к тем, кто ищет знания. Иногда она ведёт себя более серьёзно, на фоне беспечного Перси, время от времени закатывая глаза от его поступков.
Несмотря на то, что Аннабет полагается на здравомыслие, она обладает сильным характером и бывает очень упрямой, демонстрируя несгибаемую силу воли, решительность и смелость. Эти качества позволили ей на протяжении большого количества времени держать небо в «Проклятии титана». Её отвагу и напористость отмечали даже такие могущественные существа как Кронос, который понял, почему Лука так отчаянно хотел избавиться от неё.
Несмотря на свою добросердечность, Аннабет может проявлять резкость и быть осуждающей при знакомстве, но впоследствии сохраняет лояльность по отношению к тем, кто получил её одобрение. Таким образом, она была одной из немногих, кто не отвернулся от Луки после его предательства в «Похитители молний».
По словам Салли Джексон, Аннабет является самым уравновешенным полубогом, которого ей доводилось видеть. Она часто прячет свои искренние чувства за гневом и раздражением. Когда она думала, что Перси умер в «Лабиринте смерти», Аннабет назвала его «самым храбрым человеком, которого она когда либо знала», но узнав, что тот на самом деле проводил время с Калипсо, назвала его «самым раздражающем из известных ей людей». Тем не менее, после исчезновения Перси в «Пропавшем герое», Аннабет чувствовала себя разбитой и беспомощной из-за долгого расставания.
В «Море чудовищ» выясняется, что роковым недостатком Аннабет является её гордыня. В своём видении она мечтала свести своих родителей, возвести великие памятники и спасти Луку. Кроме того, как и другие дети Афины, Аннабет страдает арахнофобией. Этот страх был вызван историческим противостоянием Афины и Арахны, которые соревновались за звание лучшей ткачихи. В наказание за её мастерство, Афина обратила Арахну в паучиху и та поклялась отомстить её потомкам. Тем не менее, Аннабет преодолевает свой главных страх, победив Арахну в «Метке Афины». Также она боится циклопов, из-за того, что в детстве один из них напал на неё, Луку и Талию. Из-за этого она не доверяет Тайсону в «Море чудовищ», но, в конце концов, они становятся друзьями.

## Друзья и родственники

### Семья
Аннабет — дочь Афины, богини мудрости и военной стратегии, которую она очень уважает, пытается быть на неё похожей и первое время боится вызвать её гнев. Афина, в свою очередь, искренне любит свою дочь и считает её своей гордостью. Неодобрение их с Перси отношений привело к расколу между ними, однако со временем Афина неохотно приняла позицию дочери. Когда богиня испытывала кризис своего римского воплощения, она потребовала избавиться от Перси, что также усложнило их с Аннабет отношения.
Из-за своего статуса полубога, Аннабет привлекала внимание монстров, что отразилось на её отношения с отцом, матерью и единокровными братьями. Почувствовав, что её ненавидят, Аннабет сбежала из дома в возрасте 7 лет. В последующие годы она получила письма от отца с предложением вернуться домой, но лишь некоторое время спустя восстановила с ним отношения и начала гостить дома.
В детстве у Аннабет были тёплые взаимоотношения со своим кузеном Магнусом Чейзом. Когда они встретились в подростковом возрасте, общение возобновилось и молодые люди раскрыли друг другу свои тайны происхождения. Аннабет заботится о кузене и помогает ему в трудную минуту.

### Друзья
По словам Хирона, Аннабет очень ревностно относится к своим друзьям. Первыми людьми, которых она полюбила, рассматривая как свою новую семью стали Лука Кастеллан и Талия Грейс. Аннабет тяжело переживала потерю последней, тогда как Лука оставался для неё героем и примером для подражания. В Лагере Полукровок Аннабет стала старостой домика Афины, получив уважение среди братьев и сестёр. Также она с большим почтением относится к своему наставнику Хирону.
Самыми близкими друзьями Аннабет являются: сатир Гроувер Ундервуд, с которым она совершила первый серьёзный поиск, циклоп Тайсон, несмотря на изначальную неприязнь к нему, полукровки из «Пророчества Семи» — Пайпер МакЛин, Джейсон Грейс, Лео Вальдес, Хейзел Левеск и Фрэнк Чжан, а также Рэйчел Элизабет Дэр, несмотря на то, что первое время она ревновала к ней Перси и относилась как к «простой смертной». Лучшим другом Аннабет остаётся её парень Перси Джексон, с которым у неё отличные взаимопонимание и командная работа.

### Романтические отношения
Аннабет полюбила Луку Кастеллана, когда тот отнёсся к ней с добротой и фактически стал её новой семьёй. Из-за этого Аннабет робко вела себя в его присутствии и заливалась румянцем. После того, как Лука предал Лагерь Полукровок, Аннабет сохранила тёплые чувства по отношению к нему, что осложнило взаимоотношения с Перси. В «Последнем пророчестве», когда Лука находился при смерти, она сказала, что всегда относилась к нему как к брату. Она тяжело восприняла его предательство и смерть, которые ввели её в меланхолию.
По признанию Аннабет, она влюбилась в Перси Джексона, когда им было по 12 лет. Отношения Перси и Аннабет стали самой длительной сюжетной линией первого цикла, постепенно перерастая от дружбы в сильные чувства. Первоначально, Аннабет не доверяла Перси из-за вражды их родителей, однако в конце «Похитителя молний» заявила, что готова доверить ему свою жизнь и, в случае войны между Афиной и Посейдоном, не будет по другую сторону от Перси, потому что тот был её другом. Аннабет любя называет его «рыбьи мозги» и первое время выражает негодование от того, что тот не замечает её чувства. В «Лабиринте смерти» она впервые целует его, однако появление Рэйчел Дэр создаёт любовный треугольник между ними. В конце «Последнего пророчества» Перси наконец признаётся Аннабет в любви и двое становятся парой. В дальнейшем Аннабет тяжело переживает исчезновение Перси и, после воссоединения с ним, остаётся с ним до конца вплоть до падения в Тартар. После победы над Геей, они решают попробовать начать жить нормальной жизнью, планируя поступить в колледж и переехать в Новый Рим.

## Описание
Аннабет была описана как стройная, со спортивным телосложением девушка с загорелой кожей. У неё длинные, кудрявые, светлые волосы. По словам Перси, она «выглядела как типичная калифорнийская девушка, если бы этот образ не разрушали её глаза. Они были поразительные, темно-серые, как грозовые тучи, красивые, но внушающие невольную робость, так, словно эта девчонка обдумывала, как лучше втянуть меня в драку». Как выяснилось в «Метке Афины», у неё есть пупок, несмотря на то, что она родилась не так, как другие дети.
Изначально она была выше Перси, однако в последующих книга её рост остановился на 5’8 футах, а рост Перси на 6’0. Из-за того, что ей пришлось держать небо в «Проклятии титана», прядь волос Аннабет приобрела серый оттенок, однако на момент «Метки Афины» волосы стали прежними. В «Молоте Тора» волосы Аннабет значительно отрасли, а Магнус сравнил её с Сиф.
Аннабет часто завязывает волосы в хвостик, носит оранжевую футболку Лагеря Полукровок и свою волшебную кепку Нью-Йорк Янкис (только во время боя, так как она становится невидимой). Также она носит кольцо колледжа своего отца серёжки в форме сов и коралловую подвеску, которую подарил ей Перси, на кожаном ожерелье с глиняными бусинами, которые она зарабатывала каждый год в Лагере Полукровок. Поскольку она пришла в Лагерь в 7 лет, у неё было 9 или 10 бусинок.

### Способности
Как и большинство полубогов, Аннабет страдает СДВГ и дислексией, что объясняется врождёнными боевыми рефлексами, а также тем, что её мозг более естественно воспринимает древнегреческий, чем английский. Будучи дочерью Афины, Аннабет обладает гениальным интеллектом даже по меркам её детей. Она оказалось единственной из её потомков, кому удалось найти статую Афины Парфенос, считавшуюся пропавшей столетиями. После получения ноутбука Дедала, Аннабет продвинула свои знания на годы вперёд. Ей было достаточно взглянуть на эскизы вертолёта, чтобы научиться управлять транспортным средством. За свои таланты, она была назначена главным архитектором Олимпа. Ко всему прочему, Аннабет обладает большими знаниями о греческой мифологии.
Несмотря на то, что привыкла полагаться на свой ум, Аннабет является квалифицированной фехтовальщицей. В бою она также разрабатывает эффективные стратегии, приводящие её и её товарищей к победе. Иногда ей достаточно краткого наблюдения за противником, чтобы выявить его тактику и найти слабые места. Во время совместной миссии с Сейди Кейн, Аннабет некоторое время использовала египетскую магию.

### Оружие
В бою Аннабет полагается на кинжал из небесной бронзы, в прошлом подаренный ей Лукой. Этот кинжал безвреден для простых смертных, но крайне эффективен против монстров и полубогов. Также в распоряжении Аннабет находится бейсболка Нью-Йорк Янкис, подаренная её матерью, которая позволяет ей быть невидимой.

## В других медиа

### Кино
- В июне 2004 года 20th Century Fox приобрела права на экранизацию книг Риордана[27]. В апреле 2007 года режиссёром картины был назначен Крис Коламбус[28]. Съемки начались в апреле 2009 года в Ванкувере[29]. Роль Аннабет Чейз исполнила актриса Александра Даддарио[1]. Для подготовки к роли актриса ознакомилась с первоисточником, что «помогло слиться с персонажем»[30]. Возраст героини был увеличен с 12 до 16 лет, что, по словам автора первоисточника, было сделано для привлечения внимания подростковой аудитории[31]. В отличие от первоисточника, по версии фильма у Аннабет каштановые волосы вместо светлых и голубые глаза вместо серых. В фильме Аннабет появляется в Лагере Полукровок после битвы Перси с Минотавром, принимая активное участие в «захвате флага». В ходе испытания, она с лёгкостью подавляет Перси Джексона, до тех пор, пока тот не приближается к водному источнику и не открывает свои силы, победив Аннабет и её товарищей и, тем самым, завоевав уважение девушки. Впоследствии, она присоединяется к Перси в его поиске, наряду с Гроувером Ундервудом. Во время поиска, Медуза особенно хочет убить её, потому что мать Аннабет, Афина, когда-то прокляла её. В дальнейшем, молодые люди обсуждают своих родителей, понимая, что их взаимоотношения осложнены давней враждой между богами. Аннабет отправляется в Подземный мир с Перси и Гроувером, а затем на гору Олимп, где становится свидетельницей предательства Луки. На Олимпе Аннабет впервые встречает свою мать, воплощая в жизнь одно из своих сокровенных желаний. Как и в книге, Аннабет обладает обширными познаниями о греческой мифологии, время от времени предоставляя Перси советы в ходе сражений.
- В октябре 2011 года 20th Century Fox объявила о разработке сиквела фильма 2010 года, основанном на второй книге из цикла, «Море чудовищ»[32], выход которого состоялся 7 августа 2013 года[33]. Доддарио вернулась к роли Аннабет. Актриса решила перекраситься в блондинку для роли из-за требований поклонников и желания быть верной оригинальной серии книг[26]. Говоря о роли Аннабет в сиквеле, Даддарио отметила: «Я думаю, что в первом фильме она жестче и ведёт себя более насторожено. И мне кажется, что она хочет, чтобы Перси стал для неё кем-то большим в их отношениях. Она — его лучший друг и я думаю, что она впустила его в свою жизнь. Она стала более уязвима, и я рассматриваю это как своего рода признак её взросления, что она в состоянии быть более открытой, когда речь заходит о её слабостях. Мне понравилось воплощать это на экране»[34].

### Телевидение
Аннабет появится в предстоящем сериале о Перси Джексоне на Disney+. 5 мая 2022 года стало известно, что её роль исполнит Лия Джеффрис.

### Видеоигры
Аннабет Чейз является героиней игры «Percy Jackson & The Olympians: The Lightning Thief», основанной на фильме 2010 года и выпущенной Activision на Nintendo DS 11 февраля 2010 года.

### Мюзикл
Кристин Стокс исполнила роль Аннабет в мюзикле «Похититель молний» в 2017 году. Воплощая героиню на сцене, Стокс отождествляла себя с ней и отметила, что «[Аннабет] прямолинейна, всегда знает, чего хочет, обладает сильным характером и является хорошим бойцом», добавив: «[Аннабет] стоит на собственных ногах, без привязки к сюжету, любовной линии и прочему». Ко всему прочему, по мнению актрисы популяризированный феминизм всегда был частью этой героини.

## Критика
Аннабет была положительно оценена критиками и фанатами серии. В 2013 году, Hypable провёл голосование по тематике «лучшая книжная героиня», где приняли участие Гермиона Грейнджер, Китнисс Эвердин и Аннабет Чейз, которую охарактеризовали следующим образом: «Аннабет тоже умна, но из-за СДВГ ей тяжело читать. Тем не менее, она развивается, несмотря на этот недостаток. Кроме того, у этой девушки есть намеченная цель [архитектура], к которой она стремится. Она смелая и самоотверженная, но также может быть эгоистичной и напуганной. Она влюбляется не в того парня [Луку] и изо всех сил пытается найти свой путь, когда старые друзья предают её». По итогам голосования, проведённого порталом Thetoptens она заняла 3-е место в «Топе лучших персонажей Рика Риордана». Среди «вымышленных персонажей, оставивших след в истории Калифорнийского университета в Беркли», Аннабет заняла 2-е место, уступив доктору Эмметту Брауну. На портале Ranker.com Аннабет была названа 33-й «величайшей героиней в литературе».